# ラッシュアワー3
『ラッシュアワー3』（ラッシュアワースリー、原題: Rush Hour 3）は、2007年公開のアメリカ映画。

## ストーリー
前作から3年後。交通係に左遷させられたカーターはヘッドフォンで音楽を聴きながら交通整理をした結果、大渋滞しかも交通事故まで起こしていた。同じ頃、リーはハン大使の警護のため、国際刑事法廷のシンポジウム会場にいた。そこでハン大使が、今まで明かされなかった中国人マフィア組織「三合会(Triads)」のボス・シャイシェンの存在を明らかにしようとした瞬間、何者かに狙撃される。リーは向かい窓から逃げていく犯人を目撃し、追跡を開始する。無線でその話を聞きつけたカーターも現場へと向かった。なんとか追いついたリーは犯人の顔を見て驚く。それは子供の頃、孤児院で兄弟同然に育った男ケンジだった。リーは自分だけが養子として孤児院から去ったことを負い目に感じており、ケンジを取り逃がしてしまう。
ハンは一命を取り留めるが、今度は娘のスーヤンの命が狙われることを知る。急いで病院へ駆けつけた二人は何者かに襲撃されるが、銃撃戦の末に犯人の一人を捕まえ尋問する。犯人は中国人なのにフランス語しか話さず、ある場所と「ジャンビエーブ」という名前を口にする。二人はジャンビエーブを探すためフランス・パリへと向かうが、リーは交際直前まで進展したイザベラをカーターが誤射したことを根に持っており、二人の関係はギクシャクしていた。パリに到着後、二人はタクシー運転手ジョージのタクシーに乗り込み、犯人が口にした地下カジノに向かいジャンビエーブを捜索する。リーは組織の一員ジャスミンに襲われ、カーターと共にジョージのタクシーで逃走する。怯えるジョージを「お前はスーパー・スパイだ」とその気にさせてマフィアを巻こうとするが、その気になったジョージの荒っぽい運転で道路に振り落とされて捕まってしまう。捕まった二人はケンジの前に突き出されるが、ケンジは自分を見逃したリーに借りを返すため、フランスから出て行くように警告して二人を解放する。
ホテルに戻った二人はケンジのことで口論になり、別行動をとった。カーターは地下カジノで見かけたジャンビエーブを追って劇場に向かい、リーは国際刑事法廷のレイナード委員長からジャンビエーブの居場所を教えられ、劇場に向かう。彼女はシャイシェンの存在を知っており、それをハンに引き渡そうとしたため組織に命を狙われていた。二人は彼女を連れて組織の追手から逃れ、現場に駆け付けたジョージの家に匿ってもらう。二人はジャンビエーブから、シャイシェンの正体は自分の頭に彫られた組織指導者の名簿だと告げる。翌朝、レイナードと面会した三人はシャイシェンを引き渡そうとするが、組織の一員だったレイナードに殺されそうになったため反撃して取り押さえる。その直後、ケンジから電話がかかり、「スーヤンの命と引き換えにシャイシェンを引き渡せ」と告げられる。
二人は引き渡し場所のエッフェル塔に向かい、ケンジはリーに一騎討ちを挑む。その末、リーは窓から落ちそうになったケンジを助けようとするが、ケンジは逆にリーを突き落とし、止めを刺そうと襲いかかった。二人は塔から落下防止用ネットまで落ち、さらにネットが武器の刀で破けてしまい、地上に落下しそうになる。リーは再びケンジを助けようとするが、ケンジはリーを助けるため手を離して転落死する。上階に戻ったリーは、カーターに助け出されたスーヤンと再会し、彼女を地上に逃がす。その直後、組織の追手が集団で現れ、二人はフランス国旗をパラシュート代わりにして塔から脱出する。無事に地上に降りた二人の元にレイナードが現れて二人を殺そうとするが、彼は二人の後を追ってきたジョージに射殺される。事件の解決後、休暇をもらったリーはカーターを旅行に誘い、イザベラとジャンビエーブが乗ったチャーター機でフィジーに旅立つ。

## キャスト
※括弧内は日本語吹き替え
- リー捜査官 - ジャッキー・チェン（石丸博也）
- カーター刑事 - クリス・タッカー（山寺宏一）
- ケンジ - 真田広之（内田夕夜）
- ジャンビエーブ - ノエミ・ルノワール（岡寛恵）
- スーヤン - チャン・ジンチュー（伊藤静）
- ジャスミン - 工藤夕貴（浅野まゆみ）
- レイナード委員長 - マックス・フォン・シドー（中村正）
- ジョージ - イヴァン・アタル（岩崎ひろし）
- ジョージの妻 - ジュリー・ドパルデュー（藤原美央子）
- ハン大使 - ツィ・マー（浦山迅）
- レヴィ警視 - ロマン・ポランスキー（後藤哲夫）
- カンフー道場の巨人 - ソン・ミンミン
- シスター・アグネス - ダナ・アイヴィ
- イザベラ - ロゼリン・サンチェス
- ウィリアム・ディール署長 - フィリップ・ベイカー・ホール（岩崎ひろし）
- 中国外務大臣 - マイケル・チャウ
- ゾーイ - サラ・シャヒ（新田万紀子）

## スタッフ
- 監督：ブレット・ラトナー
- プロデューサー：アーサー・サルキシアン、ロジャー・バーンバウム、ジェイ・スターン、アンドリュー・デイヴィス、リオン・ドゥデヴォア、ジョナサン・グリックマン
- 脚本：ジェフ・ナサンソン
- 音楽：ラロ・シフリン
- 撮影：ジェームズ・ミューロー

日本語版制作スタッフ
- 演出：高橋剛
- 翻訳：税田春介
- 調整：新沼健一郎（ディーシンク）
- 録音：スタジオ・ユニ
- 担当：宇出喜美、高橋正浩（ニュージャパンフィルム）
- 制作：ニュージャパンフィルム

## 作品解説
身長236cmのバスケットボール選手スン・ミンミンがカンフー道場の巨人役で出演し、ジャッキー・チェン、クリス・タッカーと格闘シーンを演じた。MTVムービー・アワードで格闘シーン賞にノミネートされた。

### バージョン違い
2010年6月25日放送の金曜ロードショーでは劇場公開時にカットされた未公開シーンを、2011年11月20日放送の日曜洋画劇場では、さらにリーとカーターが飛行機で旅行に旅立つシーンで終わるエンディングを追加した日本未公開バージョンを放送した。

## DVD
東宝東和よりDVDが発売。NBCユニバーサルが販売。
- DVD
  - ラッシュアワー3 プレミアム・エディション　品番：GNBF-7398　発売日：2008年1月25日

## 備考
- 予告編の後半、日本語字幕には、フランス語で話す中国人にカーターが「欧米か!」と突っ込むというお笑いコンビ・タカアンドトシのネタが使われた。